# Scream 4
Scream 4 (estilizada como SCRE4M) es una película de slasher estadounidense de 2011, dirigida por Wes Craven, y escrita por Kevin Williamson.
El argumento presenta a Sidney Prescott regresando a Woodsboro después de diez años sin aparecer por allí para promocionar su libro de autoayuda. Tan pronto llega, Ghostface vuelve a asesinar a estudiantes del Instituto del pueblo, incluyendo a los amigos de su prima Jill Roberts. Prescott, Gale Weathers-Riley y Dewey Riley se unen de nuevo para atrapar al asesino pero antes tienen que aprender el nuevo modus operandi del asesino que se intenta recrear los asesinatos originales de Ghostface con un nuevo elenco de personajes.
Originalmente, la serie fue planificada como una trilogía, pero después de 10 años, el productor Bob Weinstein pensó que era el momento adecuado para otra secuela. Dependiendo de sus ganancias en taquilla, Scream 4 pretendía ser el inicio de una nueva trilogía. Williamson abandonó la producción por sus condiciones del contrato y Ehren Kruger (Scream 3) fue llamado para reescribir el guion. Campbell, Arquette y Cox son los únicos miembros del elenco original que regresaron a esta nueva secuela y fueron los primeros en confirmarse su asistencia en ella en septiembre de 2009. Hayden Panettiere y Emma Roberts fueron los primeros del nuevo reparto en sumarse en mayo de 2010. Ashley Greene fue inicialmente escogida para el papel principal de Jill, pero finalmente y por falta de tiempo de la actriz, el papel acabó en Emma Roberts. El rodaje tuvo lugar en Ann Arbor así como en lugares cercanos a la ciudad en junio de 2010 hasta septiembre de 2010, con alguna que otra escena regrabada a principios de 2011.
Scream 4 se estrenó el 15 de abril de 2011 en los Estados Unidos y tuvo críticas variadas por parte de críticos y fanáticos, aunque muchos la señalaron como una mejoría significativa sobre su predecesora Scream 3. Recaudando $40 millones en su semana de estreno en USA, la película fue la menos taquillera de la franquicia junto a la tercera parte y por ende los planes para realizar dos secuelas directas fueron enlatados indefinidamente. Fue la última película dirigida por Wes Craven, debido a que el 30 de agosto de 2015 fallecería a causa de un tumor cerebral.
Una secuela producida por Paramount Pictures que adquirió los derechos de las películas, fue estrenada el 13 de enero de 2022 y la segunda parte de esta Scream VI estrenada en marzo de 2023.

## Argumento
En la semana del 15º aniversario de los asesinatos originales de Woodsboro, las estudiantes de instituto Jenny Randall y Marnie Cooper son asesinadas por Ghostface. Sidney Prescott regresa a Woodsboro al día siguiente para promocionar su libro de autoayuda con su publicista, Rebecca Walters. Después de que se encuentren pruebas en su coche de alquiler, Sidney se convierte en la principal sospechosa de los asesinatos y debe quedarse en la ciudad hasta que se resuelvan.
La prima de Sidney, Jill Roberts, que se enfrenta a la infidelidad de su ex novio, Trevor Sheldon, recibe una llamada amenazadora de Ghostface, al igual que su amiga Olivia Morris. Jill y Olivia, junto a su amiga Kirby Reed, son interrogadas sobre sus llamadas por Dewey Riley, ahora alguacil del pueblo, mientras sus ayudantes Judy Hicks, Anthony Perkins y Ross Hoss le asisten en el caso. Gale Weathers, la esposa de Dewey, lucha contra el bloqueo del escritor y decide investigar los asesinatos en contra de los deseos de su marido. Esa noche, mientras Sidney se queda a dormir con Jill y su tía Kate, Olivia es asesinada por Ghostface mientras Jill y Kirby observan horrorizadas desde el otro lado de la calle. Sidney se enfrenta a Ghostface y luchan hasta que éste se ve obligado a huir cuando llegan Perkins y Hoss.
En el hospital, Sidney despide a Rebecca tras enterarse de su deseo de explotar los asesinatos para aumentar las ventas de libros. Posteriormente, Rebecca es asesinada por Ghostface en un aparcamiento. Gale consigue la ayuda de dos fanáticos del cine de instituto, Charlie Walker y Robbie Mercer. Charlie teoriza que el asesino está siguiendo las reglas de los remakes de terror, y Gale y Sidney llegan a la conclusión de que el asesino probablemente atacará en el "Stab-a-thon", una fiesta de proyección celebrada en un granero donde los adolescentes se reúnen para ver las siete películas de la franquicia Puñalada. Gale se cuela en la fiesta para investigar, pero Ghostface la ataca y la apuñala en el hombro. Hoss y Perkins, encargados de vigilar la casa de Jill, también son asesinados. Sidney descubre a través de otra llamada burlona de Ghostface que Jill se ha marchado a casa de Kirby, antes de que Ghostface la ataque a ella y a Kate, matando a esta última.
Jill, Kirby, Charlie, Robbie y Trevor llegan a una fiesta posterior en casa de Kirby cuando Ghostface ataca, matando a un borracho Robbie. Sidney llega para marcharse con Jill, pero ambas son perseguidas por Ghostface. Mientras Sidney llama a Dewey e intenta encontrar a Jill, Kirby libera a Charlie, que estaba atado y amordazado, pero éste la apuñala inmediatamente, revelándose como Ghostface antes de dejarla desangrándose. Sidney se enfrenta a Charlie y a un segundo Ghostface, que se revela como Jill. Jill admite haber sido la autora intelectual de los asesinatos por celos de la fama que Sidney recibió por sobrevivir a las matanzas anteriores y desea conseguir influencia como pseudo-víctima de los asesinatos, con la intención de inculpar a Trevor como Ghostface. Jill mata a Trevor y traiciona a Charlie, apuñalándolo hasta la muerte para inculparlo como cómplice de Trevor y poder ser la única superviviente. Después apuñala a Sidney y se hiere a sí misma para inculpar aún más a Trevor.
Dewey y la policía llegan mientras Sidney y Jill son llevadas al hospital. Tras descubrir que Sidney ha sobrevivido, una enfurecida Jill va a su habitación del hospital y hace un último intento de matarla, pero Sidney se defiende. Dewey, Gale y Judy intervienen, después de que Dewey se entera de que ella es la asesina porque Jill, de alguna manera, sabía exactamente dónde habían apuñalado a Gale. Jill somete a Dewey y Judy y sujeta a Gale a punta de pistola, pero Sidney incapacita a Jill con un desfibrilador y finalmente la mata disparándole al corazón. Dewey llama a todas las unidades de policía, mientras los reporteros de fuera nombran erróneamente a Jill como la "única heroína superviviente".

## Reparto
- Neve Campbell como Sidney Prescott
- Courteney Cox como Gale Weathers
- David Arquette como Dewey Riley
- Emma Roberts como Jill Roberts
- Hayden Panettiere como Kirby Reed
- Rory Culkin como Charlie Walker
- Mary McDonnell como Kate Roberts
- Anthony Anderson como Agente Tony Perkins
- Adam Brody como Agente Ross Hoss
- Marley Shelton como Judy Hicks
- Alison Brie Como Rebecca Walters
- Marielle Jaffe como Olivia Morris
- Britt Robertson como Marnie Cooper
- Aimee Teegarden como Jenny Randall
- Nico Tortorella como Trevor Sheldon
- Erik Knudsen como Robbie Mercer
- Anna Paquin como Rachel Barnes
- Kristen Bell como Chloe Garrett
- Lucy Hale como Sherrie Marconi
- Shenae Grimes como Trudie Harrold
- Roger L. Jackson como voz de Ghostface

## Producción

### Desarrollo
Scream 4 fue confirmada por The Weinstein Company en julio de 2008, con Wes Craven confirmando que no regresaría si el guion no era lo suficientemente bueno como lo fue el de Scream. En marzo de 2010 se confirmó que, en efecto, él iba a dirigirla y declaró, «Estoy encantado de aceptar la oferta de Bob Weinstein para tomar las riendas de un nuevo capítulo de la historia de Scream. Trabajar con Courteney, David y Neve fue una bomba hace diez años. Estoy seguro de que lo será otra vez. Y no puedo esperar por encontrar los nuevos talentos que traerá la nueva película a la pantalla. Kevin está escribiendo el guion – los personajes y la historia llenos de energía y originalidad. Veremos más sustos aterradores. No había visto un guion así desde... bueno, desde la Scream original».
En mayo de 2010, Cathy Konrad, quien produjo las primeras tres películas de la serie, presentó una demanda de $3 millones contra The Weinstein Company, alegando que violaron un contrato con su compañía, Cat Entertainment, en la que se le concedió los derechos de producir todas las películas de la serie. Los Weinsteins argumentaron que ese contrato requería los servicios exclusivos de Konrad para la franquicia, algo que Konrad llamó un «falso pretexto», exclamando que esas condiciones no se requirieron en las películas anteriores. Los demandantes acusaron a los Weinsteins de conducta subrepticia y de «tener un plan para obligar a los demandantes irse de la franquicia de Scream sin ninguna compensación», lo que les permitió reducir el precio contratando a alguien más para producir (la esposa de Craven, Iya Labunka, quien no fue mencionada en la demanda). En abril de 2011, se informó que los Weinsteins fueron a las Cortes Generales con Konrad. Los detalles son confidenciales, aunque se cree que Konrad recibió un pago en efectivo más un porcentaje de las ganancias de Scream 4.

### Redacción
Craven declaró que habrían pasado 10 años entre los casos ocurridos en Scream 3 y Scream 4 que no ha habido asesinatos en «la vida real» por Ghostface pero que si ha habido numerosas secuelas de la película falsa Stab. También comentó sobre el estado de Sidney Prescott, «Ha superado todo lo que le tocó vivir años atrás, incluso ha publicado un libro sobre sus vivencias». Craven dijo que la película se mofaría de las secuelas sin fin de las películas. «Para entender lo que sucede en esta cuarta entrega y a qué se enfrentan los personajes, tienen que comprender dónde se encuentra hoy el género del terror».
En un boceto original del guion, Gale y Dewey tenían un hijo, pero fue cambiado por Bob Weinstein ya que pensaba que traer a un bebé al rodaje haría del rodaje imposible. En otra idea del guion, la escena inicial nos enseñaba a Sidney enfrentándose a Ghostface y siendo finalmente asesinada. Bob Weinstein dijo que eso acabaría con la historia y que habría mejores víctimas.
El guionista de Scream 3, Ehren Kruger, fue traído a la producción como un re-escritor. Craven dijo, «Parece ser que Kevin ahora mismo tiene mucho trabajo y Ehren se encargará de reescribir partes de el guion». Se informó que los actores no recibieron el guion completo de 140 páginas sino 75 páginas para proteger la identidad de Ghostface.

### Selección del reparto

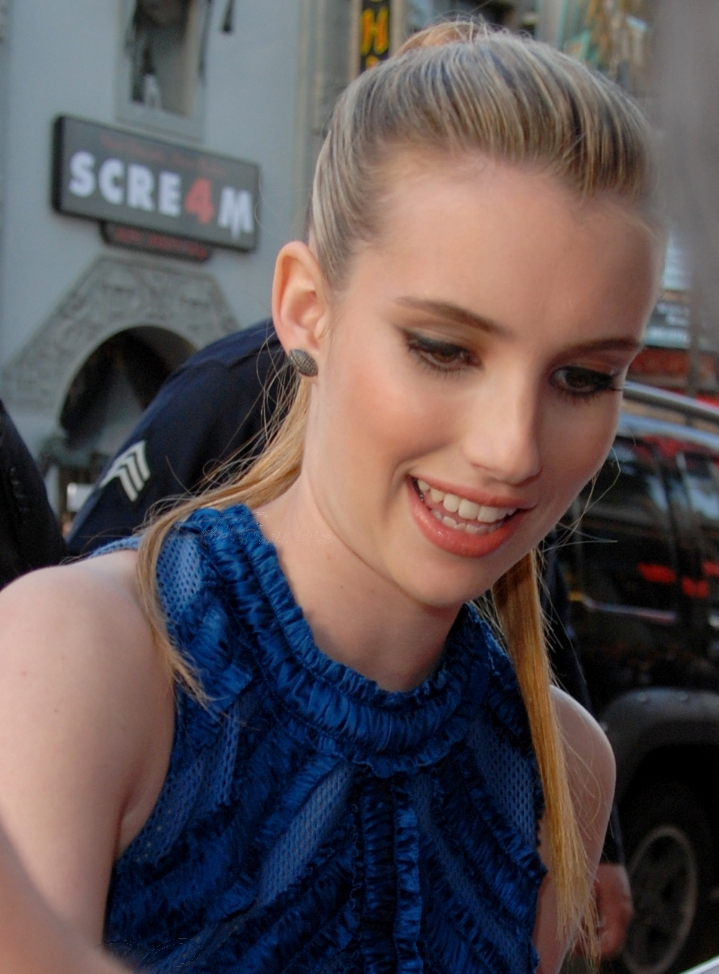
Emma Roberts en la premier de la película.

En septiembre de 2009, Variety informó que Neve Campbell, David Arquette, y Courteney Cox podrían regresar. Craven anteriormente había explicado sus roles en una entrevista con Entertainment Weekly, exclamando: «Es una integración total de los tres y de unos nuevos chicos. La historia de Sid, Gale, y Dewey conforman gran parte de la película». En una conferencia de prensa por los Repo Men, Liev Schreiber — quien interpretó a Cotton Weary en la trilogía original — declaró que no tenía planes para volver. En una entrevista con FEARnet, Williamson continuo negando el rumor sobre el regreso de Jamie Kennedy, «Nada me gustaría más que tener a Jamie Kennedy en la película. Pero para tener a Randy en la película, de alguna forma hace falta… Es decir Scream 2 fue una mentira, saben? Es un movimiento falso. Así que no lo haré. No puedo hacerlo. Simplemente no lo haré». En abril, se realizaron cerca de 12 cástines para seleccionar el reparto.
En mayo de 2010, Hayden Panettiere y Rory Culkin se unieron al reparto. Ashley Greene fue considerada para el personaje de la prima de Sidney, Jill, pero finalmente se lo llevó Emma Roberts. Lake Bell iba a ser la ayudante del sheriff Judy Hicks, pero lo dejó a cuatro días de empezar las filmaciones por conflictos en su agenda, el rol lo adquirió Marley Shelton. Nancy O'Dell repite su papel de la segunda y la tercera parte como una reportera. Roger L. Jackson regresó como la voz de Ghostface. Lauren Graham iba interpretar a Kate Roberts, la madre del personaje de Emma Roberts, pero se retiró a los pocos días de haber aceptado. Craven, como en las tres películas, tiene un cameo y escribió un Twitter para pedirle a sus fanáticos su papel. The Hollywood Reporter informó que Anna Paquin y Kristen Bell tendrían cameos al comienzo de la película al igual que Drew Barrymore & Jada Pinkett Smith en la primera y segunda películas de Scream. Shenae Grimes y Lucy Hale también tuvieron cameos en la película.

### Rodaje

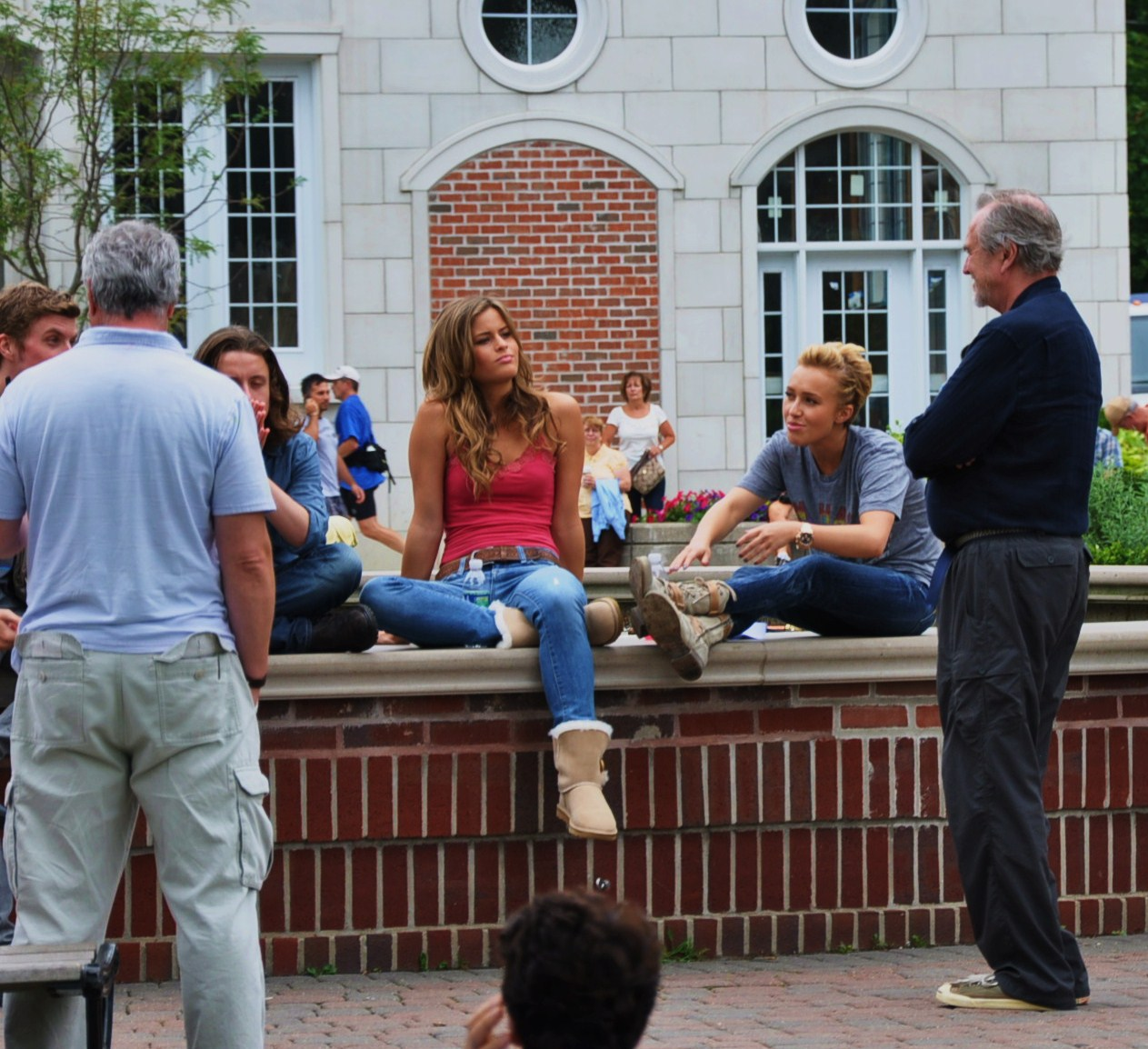
El reparto de la película en el set de grabación, julio de 2010.

Con un presupuesto de $40 millones de dólares, la filmación principal comenzó el 28 de junio de 2010. La filmación fue programada para terminar el 6 de septiembre, después de 42 días de grabación, pero la producción terminó el 24 de septiembre. Las grabaciones se hicieron en y cerca de Ann Arbor, Míchigan. Algunas escenas que presentaban recuerdos de algunas escuelas presentadas en filmes previos de Scream fueron filmadas en el instituto de secundaria Woodworth en Dearborn, Míchigan. El antiguo distrito 16 de la corte en Livonia, Míchigan fue usado como la estación de policías.
En ebril  de 2010, en la búsqueda de una biblioteca para la película, Craven se encontró con una librería que no había abierto en la ciudad de Northville, Míchigan llamada «Next Chapter Bookstore Bistro». Craven quedó encantado con el edificio así como el nombre del mismo e integró los dos elementos a la película. También contrató al chef dueño del lugar para que preparara la comida e hiciera una participación en la película. Las escenas fueron filmadas en las primeras semanas de julio. Después de unas pruebas en enero de 2011, a los Weinstein no les gustaron dos escenas en las que tuvieron que ver Aimee Teegarden y Alison Brie que regresaron a Detroit a finales de enero y a principios de febrero para cuatro días de grabaciones adicionales. Las escenas involucraban al personaje de Teegarden siendo acosada en su hogar y al de Brie siendo atacada en un aparcamiento.
La película es la primera de la franquicia en utilizar Imágenes Generadas por computadora. Por ejemplo en vez de usar «cuchillos retráctiles», la navaja del cuchillo fue agregada digitalmente durante la posproducción. La muerte de Anderson fue rodada con 30 cámaras en ángulos diferentes. Su particular muerte en la que es apuñalado en la cabeza y camina unos cuantos metros antes de caer al suelo muerto no estaba en el guion, pero estuvo inspirada en un «caso de la vida real». Craven había visto un documental sobre una persona que fue apuñalada en la cabeza y que caminó por una sala de emergencia. Craven comentó que «sería extraordinario si alguien fuera apuñalado en la cabeza y siguiera vivo por un tiempo». El director no le mencionó al estudio que planeaba realizar la muerte, y bromeó comentando que esperaba no ser despedido al día siguiente.

### Música
La banda sonora original de la película o Scream 4: La banda sonora Original fue publicada el 12 de abril de 2011 por Lakeshore Records. una banda sonora limitada se publicó, el 19 de abril de 2011 por Varèse Sarabande.

| Scream 4: Original Motion Picture Soundtrack |                                |                                                                              |                        |          |  |
| N.º                                          | Título                         | Escritor(es)                                                                 | Artista                | Duración |  |
| 1.                                           | «Something to Die For»         | Jesper Anderberg Johan Bengtsson Fredrik Blond Maja Ivarsson Felix Rodríguez | The Sounds             | 3:42     |  |
| 2.                                           | «Bad Karma»                    | Desmond Child Ida Maria Sivertsen Stefan Tornby                              | Ida Maria              | 2:55     |  |
| 3.                                           | «Cup of Coffee»                | Corey Marriott Jay Marriott Steve Turnock Liam Young                         | The Novocaines         | 1:30     |  |
| 4.                                           | «Make My Body»                 | Christophe Eagleton Kamtin Mohager                                           | The Chain Gang Of 1974 | 3:37     |  |
| 5.                                           | «Don't Mess with the Original» | Marco Beltrami                                                               | Marco Beltrami         | 3:33     |  |
| 6.                                           | «Yeah Yeah Yeah»               | Jesper Anderberg Johan Bengtsson Fredrik Blond Maja Ivarsson Felix Rodríguez | The Sounds             | 3:31     |  |
| 7.                                           | «Run For Your Life»            | Tamara Schlesinger                                                           | 6 Day Riot             | 2:32     |  |
| 8.                                           | «Axel F»                       | Harold Faltermeyer                                                           | Raney Shockne          | 3:01     |  |
| 9.                                           | «On Fire»                      | Jesse Laz                                                                    | Locksley               | 1:54     |  |
| 10.                                          | «Devils»                       | Eric Elbogen                                                                 | Say Hi                 | 2:20     |  |
| 11.                                          | «Denial»                       | Lucas Banker Logan Conrad Mader                                              | Stereo Black           | 3:43     |  |
| 12.                                          | «Jill's America»               | Marco Beltrami                                                               | Marco Beltrami         | 3:26     |  |

## Estreno
Un test screening se celebró en Pittsburgh el 6 de enero, de 2011. La premier en Los Ángeles se celebró el 11 de abril de 2011 en el Grauman's Chinese Theatre. La película se estrenó oficialmente el 15 de abril, de 2011.

### Home media
Scream 4 salió a la venta por primera vez en México el 5 de agosto de 2011. Se publicó en Reino Unido e Irlanda el 22 de agosto de 2011. En Canadá y Estados Unidos el 4 de octubre de 2011, y en Australia y Nueva Zelanda el 13 de octubre de 2011. Hasta el 31 de diciembre de 2011, Scream 4 recaudó $4,129,421 millones de dólares en ventas del DVD y Bu-ray en Estados Unidos.

## Recepción

### Taquilla
Scream 4 consiguió recaudar $97,2 millones de dólares en todo el mundo, siendo considerada un fracaso dado su presupuesto de $40 millones y su bajo rendimiento. Más aparte 6,1 millones de dólares que recaudaron en USA con las ventas del DVD y Blu-ray.

### Crítica
En junio de 2011, Scream 4 fue nominada a un Teen Choice Award a la mejor película de terror pero perdió ante Actividad Paranormal 2.
El 2 de marzo de 2012, Scream 4 ganó el premio a la mejor película de terror, y Ghostface ganó el tercer lugar al mejor Villano en el Virgin Media Movie Awards.

## Secuela
Antes del lanzamiento de Scream 4, Wes Craven y Kevin Williamson declararon que su éxito conduciría a una quinta y sexta película. Williamson declaró en enero de 2010 que lo habían contratado para escribir una quinta película además de la cuarta. Tras el bajo rendimiento de la película en taquilla, así como la muerte de Craven en 2015, surgieron dudas sobre la posibilidad de futuras películas. En 2015, MTV comenzó a transmitir una serie antológica spin-off como parte de la franquicia, aunque ninguno de los actores o equipo de las películas estuvo involucrado. Aunque la estrella de las cintas Neve Campbell se expresó dudosa sobre el lanzamiento de más entregas, David Arquette expresó su deseo de tener una quinta película que rindiera homenaje a Craven.
En junio de 2015, cuando a Bob Weinstein se le preguntó sobre la posibilidad de una continuación cinematográfica después de Scream 4, este negó potencialmente el estreno de una quinta entrega o cualquier continuación a la franquicia cinematográfica, citando la serie de MTV como el lugar adecuado para la misma.
Sin embargo, a principios de 2019, se informó que Blumhouse Productions, que se especializa en películas con temática de terror y que produjo una secuela directa en 2018 a la película de Halloween, estaba interesada en revivir la franquicia, y que el jefe del estudio Jason Blum estaba trabajando en hacer posible que nuevas entregas de Scream fueran producidas. Más adelante, ese mismo año, surgieron rumores de que Blumhouse estaba reiniciando la franquicia, aunque luego dijeron que no, pero los rumores continuaron, indicando que otro estudio estaba involucrado.
En noviembre de 2019, se informó que Spyglass Media Group estaba realizando una nueva entrega de la franquicia. En ese momento, aún se desconocía si la película sería una secuela, un reinicio o una nueva versión. Kevin Williamson regresó como productor ejecutivo, pero se desconocía si alguno de los tres miembros principales del elenco (Neve Campbell, Courteney Cox y David Arquette) regresaría. En diciembre de 2019, se anunció que el reinicio presentaría predominantemente un nuevo elenco, pero posiblemente podría incluir apariciones de los miembros principales del reparto original.
En marzo de 2020, se anunció que Matt Bettinelli-Olpin y Tyler Gillett dirigirían la película, con Kevin Williamson como productor, añadiéndose que ya había entrado en desarrollo oficial, y se esperaba que el rodaje comenzara en mayo. En mayo de 2020, se anunció que Neve Campbell estaba en conversaciones para retomar su papel como Sidney Prescott en la quinta película. Ese mismo mes, se anunció que David Arquette retomaría su papel como Dewey Riley para la quinta entrega, y James Vanderbilt y Guy Busick fueron anunciados como escritores adicionales. También se confirmó que la película empezaría a producirse más adelante ese año en Wilmington, Carolina del Norte, cuando se implementaran protocolos de seguridad debido a la pandemia de COVID-19. En julio, también se confirmó que Courteney Cox retomaría su papel como Gale Weathers. En septiembre, se confirmó que Neve Campbell y Marley Shelton retomarían sus papeles como Sidney Prescott y Judy Hicks, respectivamente.